# Aluntia ramosa
Aluntia ramosa är en insektsart som först beskrevs av Melichar 1903.  Aluntia ramosa ingår i släktet Aluntia och familjen Dictyopharidae. Inga underarter finns listade i Catalogue of Life.